# Balf
Balf (Duits: Wolfs) is een plaats in het Hongaarse comitaat Győr-Moson-Sopron. Tot 1985 was het een afzonderlijke gemeente, sindsdien is het een stadsdeel (városrész) van Sopron. Balf telde in 2001 998 inwoners.
Balf ligt op de zuidwestoever van het Neusiedler Meer en produceert wijn en mineraalwater. Als kuuroord heeft het een lange geschiedenis. 
De bevolking van Balf bestond tot 1946 voor het overgrote deel uit Duitsers (96,5% in 1941) en Balf stemde bij het plebisciet van 1921 dan ook voor aansluiting bij Oostenrijk, wat niet gebeurde. In 1946 werd het grootste deel van de inwoners het land uitgezet. 
Bij Balf bevond zich aan het eind van de Tweede Wereldoorlog een werkkamp, waarvan de gevangenen werden ingezet voor de bouw van de Südostwall, die het Rode Leger moest tegenhouden. Tot de 2000 personen die het kamp niet overleefden, behoorde de schrijver Antal Szerb. 
Balf had van 1876 tot 2012 een station aan de spoorlijn tussen Sopron en Győr. De halte is thans buiten gebruik.